# NGC 1955
NGC 1955 是剑鱼座的一個疏散星团以及發射星雲。它也是大麦哲伦星系电离氢区的一部分。NGC 1955由詹姆士·敦洛普于1826年8月3日所发现。